# Кушніренко Андрій Миколайович
Андрі́й Микола́йович Кушніре́нко (17 жовтня 1933, с.Великі Загайці Шумського району Тернопільської області — 11 січня 2013, м. Чернівці) — відомий хоровий диригент, композитор, фольклорист, педагог, громадсько-культурний діяч, народний артист України, заслужений діяч мистецтв України, член-кореспондент Національної академії мистецтв України, професор, лауреат Національної премії України ім. Тараса Шевченка та Літературно-мистецької премії імені Сидора Воробкевича, Почесний громадянин Чернівців.

## Життєпис
Народився 17 жовтня 1933 року у с. Великі Загайці, Шумського району, Тернопільської області.
У 1955—1957 роках навчався у Львівському музично-педагогічному училищі ім. Філарета Колесси, після закінчення якого був рекомендований для навчання у консерваторії.
У 1962 році закінчив з відзнакою Львівську консерваторію, диригентсько-хоровий факультет. У консерваторії А. Кушніренко навчався у таких відомих педагогів і митців, як:
- М. М. Антків,
- С. П. Людкевич,
- А. Й. Кос-Анатольський,
- А. В. Солтис,
- Р. А. Сімович,
- О. С. Теплицький,
- відомий фольклорист-музикознавець В. Л. Гошовський.

З 1962 року А. М. Кушніренко — художній керівник і головний диригент Державного заслуженого Буковинського ансамблю пісні і танцю України. За його керівництва ансамбль став одним із провідних художніх професійних колективів, двічі лауреатом міжнародних конкурсів (1967, 1977), а у 1969 р. отримав звання заслуженого ансамблю України. Виступи цього прославленого колективу користуються великим успіхом як в Україні, так і за кордоном. Заслужений Буковинський ансамбль під орудою А. М. Кушніренка з великим успіхом виступав у Фінляндії (1966), Чехословаччині (1986), Польщі (1989), Італії (2000), Румунії (1969, 1974, 1986, 1990, 2002).
Велику частину своїх здібностей, свого таланту Андрій Миколайович Кушніренко віддає композиторській і педагогічній діяльності.
Композиторська творчість Андрія Кушніренка здобула широке визнання музичної громадськості України. Його пісні звучать нині у концертних залах, на багатьох сценах, на великих урочистостях, вони стали популярними серед шанувальників вокально-хорового мистецтва. Окрім Заслуженого академічного Буковинського ансамблю пісні і танцю, твори композитора звучать у виконанні таких відомих колективів, як Державна заслужена академічна капела «Думка», Чоловіча хорова капела України ім. Л. М. Ревуцького, хору ім. П. Майбороди національної радіокомпанії, а також народних артистів України Д. Гнатюка, П. Ончула, Я. Солтиса, заслужених артистів України С. Шкургана, М. Болотного, М. Мельничука, І. Дерди, Н. Каплієнко, В. Пиндика, Л. Радиш та інших.
Ліричні пісні композитора особливо полонять серця слухачів щирістю і душевністю вираження. Далеко за межами Буковини стали популярними «Зореслава» (вірш І. Кутеня), «Запалали очі зорями» (вірш М. Бакая), «Материнська любов» (вірш Володимира Вихруща), «Ходить березень» (вірш В. Черняка).
Визнанням композиторського таланту є те, що його жартівливі пісні «Посилала мене мати», «Я щаслива зроду» (на слова Івана Кутеня) вже давно сприймаються як народні.
Композитор не обмежується вокально-хоровими жанрами, у його творчому доробку є ряд інструментальних творів, як-от «Буковинська сюїта» для симфонічного оркестру, «Балада» для двох скрипок і фортепіано, «Експромт» для фортепіано та інші.
Окрім композиторської діяльності, А. М. Кушніренко займається дослідницькою діяльністю. Він автор наукових праць, багатьох музикознавчих статей та різноманітних рецензій. З ініціативи А. М. Кушніренка в 1992 році при Чернівецькому національному університеті імені Юрія Федьковича засновано кафедру музики, яку він очолює друге десятиліття (з 1993 року він — професор).
Андрій Миколайович Кушніренко активно проводить громадсько-корисну роботу як голова обласного відділення Національної Всеукраїнської Музичної Спілки (НВМС), секретар республіканської координаційної ради НВМС, голова об'єднання композиторів Буковини, член Вченої Ради Чернівецького національного університету імені Юрія Федьковича.
З 1997 року Андрій Миколайович Кушніренко — член Національної спілки композиторів України і член-кореспондент Академії мистецтв України.
А. М. Кушніренко неодноразово призначався головою журі обласних оглядів художньої самодіяльності, а також членом журі Всеукраїнського конкурсу ім. М. Леонтовича (1993, 1995, 1997), конкурсу ім. Ч. Порумбеску (Румунія, 1989), головою журі 1-го Всеукраїнського фестивалю-конкурсу української козацької пісні «Байда» (Тернопіль, 2001), членом журі 3-го Всеукраїнського фестивалю-конкурсу колективів народного хорового співу ім. П. Демуцького (Київ, 2001), Всеукраїнського фестивалю автентичного фольклору серед учнівської молоді «Батьківські пороги» та Міжрегіонального музичного фестивалю «Буковинський жайвір» (Чернівці, 2001).
Починаючи з 1991 року, Андрій Кушніренко неодноразово брав участь у підготовці урядових концертів до Днів Незалежності України, як головний хормейстер, а також диригент зведених хорів у Всеукраїнських святах народної творчості на співочих полях у містах Київ, Полтава, Львові, Тернополі, і як художній керівник творчих звітів майстрів мистецтв та художніх колективів Чернівецької області (у 1999 та 2000 в Палаці «Україна»).
А. Кушніренко постійно надавав допомогу аматорським художнім колективам Буковини, а в 1983 і 1986 роках проводив одномісячні семінари в Канаді (Торонто, Вінніпег, Едмонтон, Ванкувер).
Всю свою творчу діяльність, як композитор, диригент, фольклорист, педагог і громадський діяч, Андрій Миколайович Кушніренко спрямовував на національне відродження і розвиток української національної культури та освіти.
Нагороджений почесними званнями, мистецькими преміями та іншими відзнаками. Помер композитор 11 січня 2013 р.

## Творча діяльність
- Одноактна народна опера «Буковинська весна» на лібрето А. Добрянського;
- Кантата «Молюсь на тебе, Україно» на власні слова для мішаного хору, соліста-баритона і симфонічного оркестру;
- Музика до героїко-музичної драми за п'єсою Степана Снігура «Полум'я».
- Пісні для хору і солістів:
  - «Любіть Україну» на вірші В. Сосюри;
  - «Україно, любов моя» і прославлений кант «У вінок Федьковичу» на вірші Михайла Ткача;
  - «Ранок Верховини» на слова В. Колодія;
  - «У космосі Україна» на слова Т. Севернюк;
  - «Зореслава» і «Я щаслива зроду» на слова Івана Кутеня;
  - «Запалали очі зорями» на слова М. Бакая;
  - «Мир народам» і «Дума про Сагайдачного» на власні слова.
- Солоспіви:
  - «Хотіл б я піснею стати» на слова Лесі Українки;
  - «Очі — то вікна душі» на слова В. Симоненка.
- Вокально-хореографічні композиції:
  - «Щедрий вечір, добрий вечір»;
  - «Весна красна»;
  - «Обжинки».
- Інструментальні твори:
  - «Балада» для двох скрипок і фортепіано;
  - «Експромт» для фортепіано;
  - «Буковинська сюїта» для симфонічного оркестру.
- Записав понад 1000 українських народних пісень та інструментальних мелодій, більше 100 з них оброблено для хору і оркестром, наприклад, «Чом, чом, земле моя», «Ой, у лузі червона калина», «Заповіт» і «Садок вишневий коло хати» на слова Тараса Шевченка, «Подоляночка», «На камені стою», «Глибока кирниця», «Палала сосна»;
- Написав музика до танців «Буковинський аркан», «Метелиця», хоровод «Червона калина» та інших, що увійшли до репертуару Державного Заслуженого Буковинського ансамблю пісні і танцю України та інших художніх колективів.
- Здійснив упорядкування і редакцію музичних збірників, що надруковані в видавництві «Музична Україна» (К.). Зокрема «Буковинський розмай» (1971), «Співає Буковина» (1972), «Українські народні пісні в обробці А. Кушніренка» (1974), «Хорові твори А. Кушніренка» (1984), «Українські візерунки» (1988), «Буковинські самоцвіти» (1990), «Хорові твори С. Воробкевича» (1996); у видавництві «Мистецтво» (К.) — збірник «Від Дністра до Черемоша»(1969); у видавництві «Карпати» (Ужгород) — збірник «Буковинські віночки» (1964).

У 2003 році у видавництві «Музична Україна» вийшов збірник вокально-хорових творів А. Кушніренка «Веселкові передзвони», який був включений до Національної програми випуску соціально-значущих видань на 2003 рік.
А. М. Кушніренко автор наукових праць, статей та різноманітних рецензій, зокрема «Характерні особливості музичного фольклору с. Бітля, що на Бойківщині», «Деякі ладово-інтонаційні явища в сучасному фольклорі» (ж. «Народна творчість та етнографія», № 1, 1967), «Сидір Воробкевич і сучасність» (збірник наукових праць Академії Мистецтв України «Мистецтвознавство України». — К. : Кий. — 2001).
Ряд творів з різноманітних концертних програм, створених ним в колективі записані на 10-ти грамплатівках фірми «Мелодія», знято в 6-ти кінофільмах. Зроблено численні записи музичних творів на телебаченні і радіо.

## Нагороди
- 1965 рік — Заслужений артист України;
- 1969 рік — Заслужений діяч мистецтв України;
- 1971 рік — орден Трудового Червоного Прапора;
- 1973 рік — Народний артист України;
- 1974 рік — Почесна Грамота Президії Верховної Ради Естонії;
- 1979 рік — Почесна грамота Верховної Ради України;
- 1984 рік — лауреат Національної премії України імені Тараса Шевченка;
- 1993 рік — лауреат Літературно-мистецької премії імені Сидора Воробкевича;
- 1999 рік — орден Президента України «За заслуги» 3-ї ступеня;
- 2001 рік — нагрудний знак «Відмінник освіти України»;
- 2003 рік — золота медаль Національної академії мистецтв України;
- 2003 рік — почесні відзнаки «Буковина» і «На славу Чернівців».
- 2003 рік — Почесний громадянин міста Чернівців;

У 2000 році занесений на Алею Зірок міста Чернівці.